# Coquillettidia linealis
Coquillettidia linealis är en tvåvingeart som först beskrevs av Frederick Askew Skuse 1889.  Coquillettidia linealis ingår i släktet Coquillettidia och familjen stickmyggor. Inga underarter finns listade i Catalogue of Life.